# Pimelodendron amboinicum
Pimelodendron amboinicum là một loài thực vật có hoa trong họ Đại kích. Loài này được Justus Carl Hasskarl miêu tả khoa học đầu tiên năm 1855.